# Cosmos de Bafia
Cosmos de Bafia (Cosmos Football Academy de Bafia) ist ein Fußballverein aus Bafia, Kamerun. Er trägt seine Heimspiele im Stade de Bafia aus.
Der Verein wurde 2014 überraschend Vize-Meister der MTN Elite One, der höchsten kamerunischen Fußballliga. Mit dem Erfolg qualifizierten sie sich erstmals für die CAF Champions League, wo sie aber in der 1. Hauptrunde an Espérance Tunis scheiterten. Nachdem man 2015 noch gut in der Liga mitspielten, stiegen sie 2016 ab. Auch in der MTN Elite Two ging es bergab, konnte man 2017 noch die Klasse halten, stiegen sie bereits 2018 erneut ab.

## Cosmos in den afrikanischen Wettbewerben
| Wettbewerb                | Runde         | Gegner               | Hinspiel | Rückspiel |
| ------------------------- | ------------- | -------------------- | -------- | --------- |
| CAF Champions League 2015 | Qualifikation | Kampala City Council | 0:1 (A)  | 3:0 (H)   |
|                           | 1. Runde      | Esperance Tunis      | 0:1 (H)  | 1:3 (A)   |

|              | Spiele | Siege | Remis | Verl. | Tore |
| Gesamtbilanz | 4      | 1     | 0     | 3     | 4:5  |
| ------------ | ------ | ----- | ----- | ----- | ---- |